# 帕克拉皮兹 (明尼苏达州)
帕克拉皮茲（英語：Park Rapids）是一個位於美國明尼蘇達州哈伯德縣的都市。根據2010年美國人口普查，該地共人口3709人，而該地的面積約為17.64平方千米。同時該地也是哈伯德縣的縣治。

## 地理
帕克拉皮茲的座標為46°55′00″N 95°03′00″W / 46.91667°N 95.05000°W，而該地的平均海拔高度為439米（即1440英尺）。